# Cantó de Caen-Hérouville (Caen-6)
El cantó de Caen-Hérouville (Caen-6) és un cantó francès del departament de Calvados, situat al districte de Caen. Compta amb 1 municipi i el cap es Hérouville-Saint-Clair.

## Municipis
- Caen (part)
- Hérouville-Saint-Clair

## Història
| Data d'elecció                           | Identitat            | Partit | Qualitat |
| ---------------------------------------- | -------------------- | ------ | -------- |
| 1967-1979                                | Jean Goueslard       | PCF    |          |
| 1982-199.                                | Francis Saint-Ellier | UDF    |          |
| 199.-1994                                | Yves Lessard         | RPR    |          |
| 1994-2001                                | Jangui Le Carpentier | PS     |          |
| 2001-2008                                | Magali Le François   | PS     |          |
| 2008-                                    | Rodolphe Thomas      | MoDem  |          |
| les dades anteriors no són pas conegudes |                      |        |          |
|                                          |                      |        |          |